# Aleksandr Kolobnev
Aleksandr Kolobnev (russisk: Александр Васильевич Колобнев tr. Aleksander Vasiljevitj Kolobnev ; født 4. maj 1981 i Vyksa, RSFSR) er en russisk professionel cykelrytter, som cyklede for det professionelle cykelhold Team CSC, siden 1. januar 2010 for Team Katusha.